# Un doux désastre
Pour plus de détails, voir Fiche technique et Distribution.
Un doux désastre (titre original : Sweet Disaster) est un film allemand de Laura Lehmus sorti en 2021.

## Synopsis
Alors qu'elle revient d'un voyage en Finlande, Frida, 40 ans, fait la connaissance de Felix, un pilote de ligne, plaqué par sa compagne. Tous les deux entament une relation. Un jour, Frida apprend qu'elle est enceinte mais Felix, qui a renoué avec son ex, la quitte. Avec l'aide de Yolanda, sa jeune voisine lycéenne, Frida va tout faire pour s'en sortir...

## Fiche technique
- Titre original : Sweet Disaster
- Réalisation : Laura Lehmus
- Scénario : Ruth Toma
- Directeur de la photographie : Anne Bolik
- Montage : Andreas Menn
- Musique : Boris Goltz
- Décors : Mona Cathleen Otterbach
- Production : Michael Grudsky, Markus Kaatsch et Nina Poschinski
- Genre : Comédie dramatique
- Pays :  Allemagne
- Durée : 87 minutes
- Date de sortie :
  -  Allemagne : 11 août 2022
  -  France : 31 mai 2024 (diffusion sur Arte)

## Distribution
- Friederike Kempter (VF : Ingrid Donnadieu) : Frida
- Lena Urzendowsky (VF : Camille Donda) : Yolanda
- Florian Lukas (VF : Alexandre Gillet) : Felix
- Lasse Myhr : Jack
- Sebi Jaeger : le copilote
- Katharina Behrens : Dora Werkshage
- Mareile Blendl : Anna Mersmann
- Elisabeth Clark-Hasters : Lore
- Diana Herbert : Natalie Schmidt
- Frederike Frerichs : Margit
- Priscilla Wittman : Josephine
- Gina Haller : Anke Ries, la gynécologue
- David Hasselhoff (VF : Michel Voletti) : Lui-même (caméo)

## Commentaires
- Le film fût présenté à bon nombre de festivals dans le monde comme celui de Raindance Film au Royaume-Uni ou encore ceux de Sonoma, Santa Barbara, Sarasota et Cleveland aux États-Unis
- Dans le film, les enfants de la crèche dévorent les épisodes de la série Alerte à Malibu dans le bus qui les emmènent. David Hasselhoff, la star de la série, fait même une apparition surprise lors d'une fête d'anniversaire.